# L'ultimo re (film)
L'ultimo re è un film del 2009 diretto da Aurelio Grimaldi.
Il film è stato realizzato con il contributo della Fondazione Calabria Film Commission.
È stato presentato al Rome Independent Film Festival nel 2011.